# Porifera
Porifera (Grant, 1836, dal latino "portatore di pori") è un phylum animale, che comprende gli organismi comunemente noti come spugne. Si tratta di organismi pluricellulari, aventi un corpo ricco di pori e canali che permettono all'acqua di circolare attraverso essi; sono costituiti da un sacco, o spongocele, strutturato come un composto gelatinoso, il mesoilo, collocato tra due strati sottili di cellule, il coanoderma, interno e il pinacoderma, esterno. Le cellule non differenziate nel mesoilo, o archeoblasti, in grado di trasformarsi ad assumere funzioni specializzate, possono migrare tra gli strati di cellule principali e il mesoilo. Possiedono una struttura scheletrica, l'endoscheletro, formato da spicole calcaree o silicee, o costituite da fibre proteiche di spongina, prodotto da cellule specializzate. Le spugne non hanno apparati o organi differenziati; la maggior parte delle funzioni si basano sul mantenimento di un flusso costante di acqua attraverso i loro corpi per ottenere cibo e ossigeno e rimuovere i prodotti catabolici.

## Generalità
I poriferi sono, come gli altri metazoi, pluricellulari, eterotrofi, non possiedono parete cellulare e producono spermatozoi e ovocellule. A differenza di altri animali, non hanno veri tessuti e organi, e, generalmente, non hanno simmetria somatica. Le forme dei loro corpi sono adattate per la massima efficienza del flusso di acqua attraverso la cavità centrale, dove deposita nutrienti, ed esce attraverso un foro chiamato osculum. Gli scheletri interni sono di spongina e/o formati da spicole di carbonato di calcio o silice. Tutte le spugne sono animali acquatici, in maggioranza marini e sessili; vi sono anche specie d'acqua dolce, e colonizzano ambienti che vanno dalle zone di marea alle profondità superiori a 8000 m.

## Evoluzione
I tassonomi collocano le spugne in uno dei quattro sottoregni animali, quello dei Parazoi.

Analisi molecolari dal 2001 hanno concluso che alcuni gruppi di spugne sono più strettamente imparentati con gli eumetazoi (la stragrande maggioranza degli organismi animali) rispetto al resto dei poriferi. Tali conclusioni implicano che le spugne non sono un gruppo monofiletico, poiché l'ultimo antenato comune di tutte le spugne sarebbe anche un antenato diretto degli eumetazoi, che non sono spugne. Uno studio condotto sulla base di confronti di DNA ribosomale ha concluso che la divisione più importante all'interno del phylum è tra spugne vitree o hyalospongiae e il resto del gruppo, e che gli eumetazoi sono più strettamente correlati alle spugne calcaree, quelle con spicole di carbonato di calcio, rispetto ad altri tipi di spugna. Nel 2007 un'analisi basata sul confronto di RNA e un'altra basata principalmente sul confronto di spicole ha concluso che demosponge e spugne di vetro sono più strettamente correlate tra loro che non altre classi, come le spugne calcaree, che a loro volta sono più strettamente legate agli eumetazoi.
Queste ed altre analisi, hanno stabilito che le spugne sono i più vicini parenti degli antenati comuni a tutti metazoi, ovvero tutti gli animali pluricellulari. Un altro confronto nel 2008 di 150 geni in ciascuna di 21 specie che vanno dai funghi all'uomo, ma includente unicamente due specie di spugna, ha suggerito che gli ctenofori siano il lignaggio più basale dei metazoi inclusi nel campione. Se questo è corretto, i moderni ctenofori hanno sviluppato le loro strutture complesse indipendentemente da altri metazoi, o gli antenati delle spugne "erano più complessi" e tutte le spugne conosciute si sono drasticamente semplificate nelle forme. Lo studio raccomanda ulteriori analisi utilizzando una gamma più ampia di spugne e altri semplici come i placozoi. I risultati di tale analisi, pubblicata nel 2009, suggeriscono che il ritorno alla visualizzazione precedente, con le spugne alla base dell'albero evolutivo, possa essere giustificata. Un dendrogramma costruito utilizzando una combinazione di tutti i dati disponibili, morfologici, di sviluppo e molecolari ha concluso che le spugne sono in realtà un gruppo monofiletico, con i cnidari formati il gruppo gemello ai bilateri.
Si era ipotizzata, nel XX secolo, una loro origine filogeneticamente indipendente dagli altri phylum animali, secondo cui i poriferi si sarebbero evoluti da ceppi ancestrali di organismi unicellulari dotati di flagello (protozoi coanoflagellati) aggregatisi in colonie.
Le prime testimonianze fossili della esistenza dei poriferi risalgono a circa 570 milioni di anni fa (fine del Precambriano): i reperti di quel periodo, la cosiddetta piccola fauna dura (dall'inglese small shelly fauna), sono costituiti in gran parte da ammassi di spicole di poriferi, assieme frammenti o resti disarticolati di altri organismi quali molluschi, brachiopodi, echinodermi.

Fossili di Protospongia sp., un porifero con struttura simile a quella degli attuali Hexactinellida, risalenti al Cambriano inferiore (circa 540 milioni di anni fa) sono stati rinvenuti nell'argillite di Burgess, in Canada, mentre i primi fossili di Demospongiae (Hazelia sp.), risalenti a circa 525 milioni di anni fa, sono stati ritrovati nei giacimenti fossili del Chengjiang (Cina).
Le spugne ebbero il loro momento di massima diffusione nell'Eocene, durante il quale formarono colonie marine paragonabili a vere e proprie foreste. Ricchi giacimenti di spongoliti sono presenti in Australia. In Italia a titolo di esempio si possono citare i depositi di spongoliti della Lombardia e del Piemonte.

## Tassonomia
Il phylum Porifera viene generalmente suddiviso in 4 classi che differiscono per la composizione dell'endoscheletro:

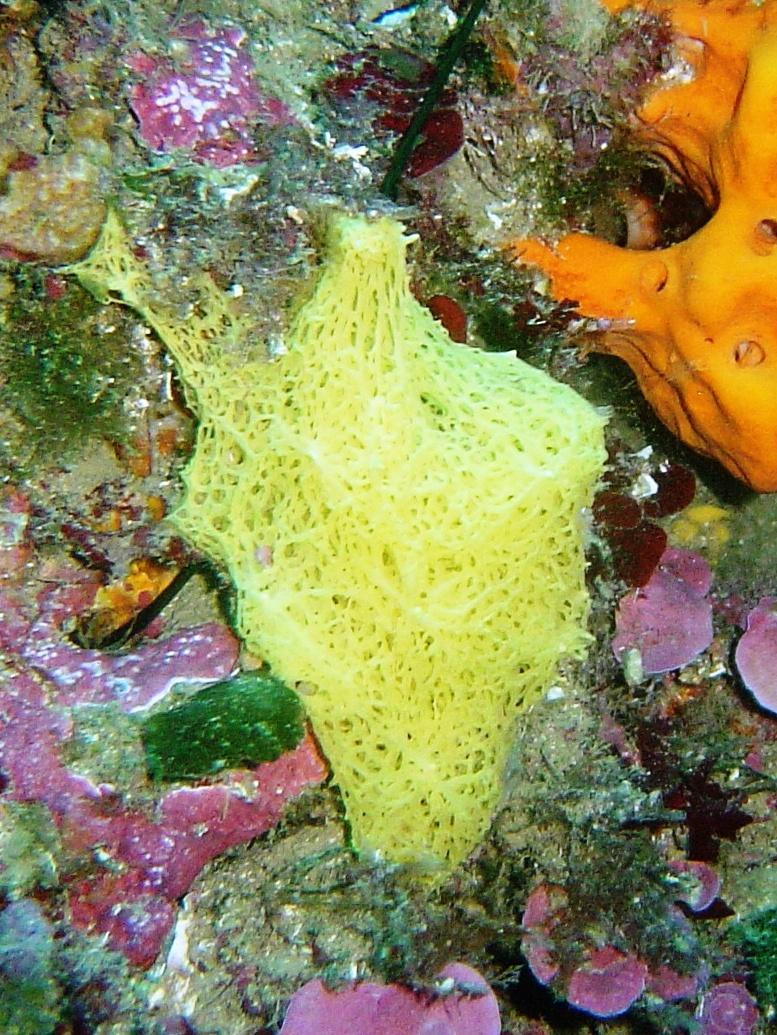
Clathrina clathrus (Calcispongiae)

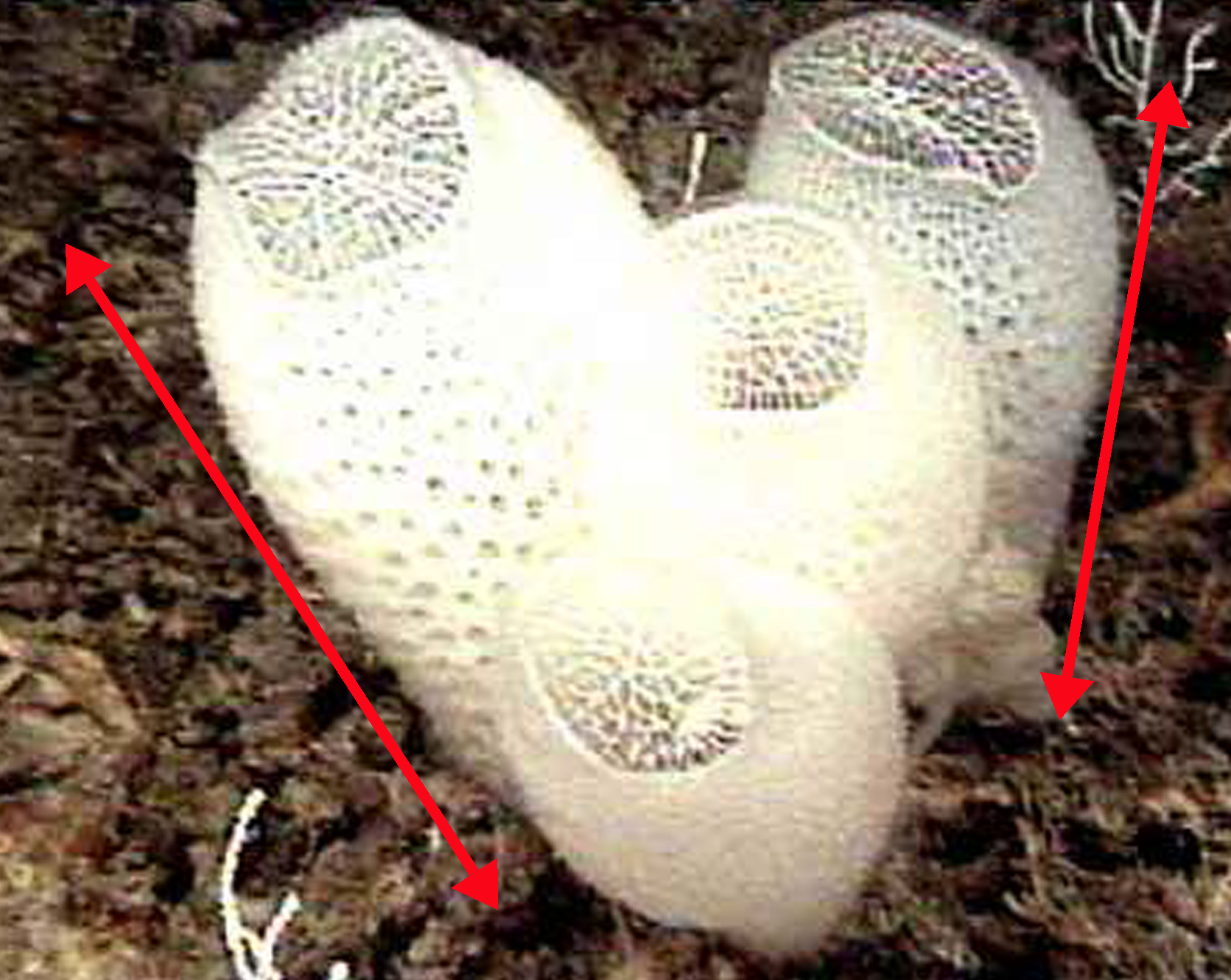
Euplectella aspergillum (Hyalospongiae)

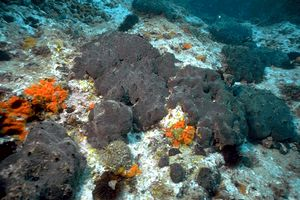
Spongia officinalis (Demospongiae)

Classe Calcispongiae o Calcarea (Calcispongie o Spugne calcaree)
- Sottoclasse Calcinea
  - Ordine Clathrinida
  - Ordine Leucettida
- Sottoclasse Calcaronea
  - Ordine Leucosolenida
  - Ordine Sycettida
- Sottoclasse Pharetronida
  - Ordine Inozoa
  - Ordine Sphinctozoa

Classe Hyalospongiae o Hexactinellida (Ialospongie o Esattinellidi o Spugne vitree)
- Sottoclasse Hexasterophora
  - Ordine Lyssacina
  - Ordine Dictyonina
- Sottoclasse Amphidiscophora
  - Ordine Amphidiscosa

Classe Demospongiae (Demospongie o Spugne silicee)
- ordine Agelasida
- ordine Astrophorida
- ordine Chondrosida
- ordine Dendroceratida
- ordine Dictyoceratida
- ordine Halichondrida
- ordine Halisarcida
- ordine Haplosclerida
- ordine Homosclerophorida
- ordine Hadromerida
- ordine Lithistida
- ordine Poecilosclerida
- ordine Spirophorida
- ordine Verongida

Classe Sclerospongiae (Sclerospongie o Spugne coralline)
- Ordine Ceratoporellida
- Ordine Tabulospongida

## Anatomia e fisiologia

Rappresentazione schematica della parete di una spugna

I poriferi sono animali sessili, cioè vivono attaccati sulle rocce dei fondali marini o sugli scogli. Essi formano il gruppo degli animali più primitivi e presentano una scarsa specializzazione cellulare. Il loro corpo, dalle forme più varie, è formato da tre strati: lo strato esterno funge da rivestimento ed è costituito da cellule appiattite dette pinacociti, quello intermedio contiene delle strutture di sostegno, dette spicole e infine quello interno delimita una cavità ed è formato da cellule dette coanociti.

La struttura base delle spugne è un sacco, chiamato spongocele, con un'apertura principale, l'osculo, e numerosi pori nella parete. La parete è formata da due strati cellulari: il coanoderma e il pinacoderma.
- Il coanoderma è lo strato interno; presenta cellule flagellate, i coanociti, che svolgono un ruolo fondamentale sia per la riproduzione sessuale che per l'alimentazione, la quale avviene per filtrazione di microrganismi e particelle alimentari sospese nell'acqua.
- Lo strato esterno, spesso vivacemente colorato, è detto pinacoderma ed è formato da cellule appiattite e strettamente appressate, dette pinacociti, che svolgono un ruolo di protezione e rivestimento.

Tra il coanoderma e il pinacoderma è presente uno strato acellulare gelatinoso, il mesoilo o mesoglia, in cui si trovano diversi elementi cellulari, detti archeoblasti, che a seconda delle necessità possono trasformarsi in:
- cellule ameboidi, o amebociti, che hanno la funzione di distribuire a tutto il corpo le sostanze nutritive;
- cellule sessuali che producono i gameti (micro- e macrogametociti rispettivamente maschili e femminili)

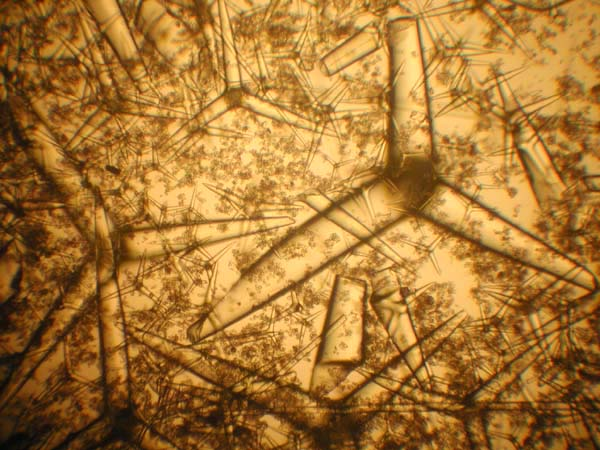
Spicole al microscopio

Quasi tutte le spugne posseggono una struttura scheletrica, l'endoscheletro, formato da spicole calcaree o silicee, o fibre proteiche (spongina) prodotte rispettivamente dagli scleroblasti (o sclerociti) e dagli spongoblasti, o (spongociti).

Le spugne silicee hanno generalmente due tipi di spicole: le megasclere e le microsclere.

Le megasclere misurano oltre 100 µm e partecipano alla funzione di sostegno dei tessuti. Le microsclere sono di piccola taglia (1 à 100 µm) e non svolgono il ruolo di struttura scheletrica.

Le spicole silicee costituiscono delle vere e proprie fibre ottiche naturali, il che fa ipotizzare un ruolo di queste strutture nel successo evolutivo delle spugne silicee rispetto a quelle calcaree.
La respirazione avviene attraverso le cellule, il ricambio continuo di acqua permette una continua ossigenazione dell'ambiente detta "respirazione cutanea".
Le spugne non hanno un sistema nervoso, ovvero cellule collegate l'una all'altra da giunzioni sinaptiche. Recenti studi di sequenziamento del genoma della spugna Amphimedon queenslandica hanno tuttavia dimostrato che nel DNA dei poriferi esistono geni omologhi di quelli che svolgono ruoli chiave nella funzione sinaptica. Le cellule di spugna esprimono un gruppo di proteine che si raggruppano insieme per formare una struttura che assomiglia a una densità postsinaptica (la parte che riceve il segnale di una sinapsi). Tuttavia, la funzione di questa struttura non è al momento chiara.
Sebbene le cellule di spugna non mostrino trasmissione sinaptica, comunicano tra loro tramite le onde di calcio e altri impulsi, che mediano alcune semplici azioni come la contrazione di tutto il corpo (effettori N.d.JW).
Tutti i tipi cellulari dei Poriferi derivano da un unico gruppo di cellule ameboidi indifferenziate e totipotenti, gli archeociti.
     pinacociti
     coanociti

Struttura macroscopica dei Poriferi.
A. tipo ascon B. tipo sycon C. tipo leucon
pinacociti
coanociti 1=spongocele; 2=osculo; 3=tubo radiale; 4=camera coanocitaria; 5=pori; 6=canali inalanti.

In base alla loro struttura macroscopica le spugne possono presentarsi con tre differenti morfologie:
- tipo ascon o Asconoide: sono le spugne calcaree più semplici, con struttura a sacco singolo;
- tipo sycon o Siconoide: comprende la gran parte delle spugne silicee (e le calcaree più grandi e complesse), caratterizzate da una struttura più evoluta in cui lo spongocele presenta una serie di digitazioni a fondo cieco, che consentono, a parità di volume, un aumento della superficie di scambio;
- tipo leucon o Leuconoide: è la morfologia più evoluta, in cui lo spongocele è caratterizzato da un complesso sistema di concamerazioni, che potenzia l'efficacia filtratoria.

## Biologia
I Poriferi sono animali bentonici.

### Alimentazione
Sono filtratori e si nutrono di piccoli organismi e particelle organiche che fluttuano sospese nell'acqua. Il sistema di filtraggio è possibile grazie all'azione dei coanociti, cellule flagellate che, muovendosi ripetutamente, creano una corrente di risucchio che permette all'acqua di attraversare i pori, entrare nelle cavità della spugna e, in seguito, fuoriuscire dall'osculo. I coanociti sono muniti di un collaretto, estensione citoplasmatica composta da microvilli, che circonda il flagello ed imprigiona l'alimento. Le particelle catturate penetrano nel coanocita per essere trasferite agli amebociti del mesoilo, dove avviene una digestione intracellulare.
È stato dimostrato che non tutte le specie di porifera sono filtratori, ma che al contrario alcune di esse sono carnivore. Si nutrono di crostacei ed altri piccoli animali, e per la maggior parte appartengono alla famiglia delle Cladorhizidae, e, in misura minore se ne trovano anche fra le Guitarridae e le Esperiopsidae. Nonostante si conosca ancora poco del meccanismo di cattura, è noto come alcune specie avvicinino e catturino la preda con delle strutture 'a velcro' o tramite delle strutture simili ad uncini formate da spicole. La maggior parte di queste specie vive in acque profonde, oltre gli 8800 metri. e lo sviluppo dell'esplorazione dei fondali marini ne sta portando alla luce sempre di nuove.
La maggior parte delle specie carnivore hanno perso il loro sistema acquifero, nonostante alcune specie usino un sistema acquifero modificato per gonfiare delle strutture in grado di fagocitare la preda.

### Riproduzione e sviluppo
Le spugne sono ermafroditi insufficienti. La loro larva è detta anfiblastula, e possiede un polo di cellule grandi e non flagellate (macromeri) e un altro di cellule piccole e flagellate (micromeri); queste ultime daranno origine ai coanociti ed hanno inizialmente i flagelli rivolti all'interno della cavità; successivamente l'intera struttura si rovescia come un dito di guanto in modo da esporre all'esterno i flagelli dei micromeri (modalità di sviluppo simile a quella di alcune microalghe verdi d'acqua dolce come Volvox) e si fissa al substrato, non subendo poi grandi cambiamenti: non vi sono infatti organi veri e propri, e anche la differenziazione in tessuti è rudimentale.
La riproduzione sessuale avviene tramite la trasformazione delle cellule coanociti, in spermi e/o uova. Gli spermi, liberi nell'acqua, verranno catturati da un altro individuo, tramite i coanociti che condurranno lo spermatozoo all'uovo. Questo tipo di riproduzione avviene solamente nel periodo primavera-autunno, a differenza della riproduzione asessuale.
La riproduzione asessuale avviene tramite la formazione di gemme, gemmule e propaguli. Le gemme si formano all'esterno del porifero, esse sono delle vere e proprie spugne in miniatura che staccandosi dalla "spugna madre" formano un nuovo individuo. Le gemmule invece si formano all'interno del porifero, esse sono composte internamente dagli archeociti, ed esternamente da particolari spicole che prendono il nome di anfidischi. La gemmula presenta un'apertura, il micropilo, dal quale fuoriusciranno gli archeociti una volta trovato un ambiente favorevole, che daranno origine ad un nuovo individuo. I propaguli (o larve corazzate) sono molto simili alle gemmule, si differenziano per la presenza di sei/otto/dieci stili e dal rivestimento di placche di natura silicea, denominate discotriene.
Una caratteristica dei Poriferi è la capacità di disgregazione-riaggregazione: se, ad esempio, una spugna viene disgregata con un setaccio si assiste ad una ricostruzione generale dell'organismo da parte degli amebociti. In natura questa capacità permette a questi semplici animali di dividersi in più individui e colonizzare maggiormente il substrato.

## Ecologia
Il phylum Porifera è composto quasi esclusivamente da specie acquatiche filtratrici, bentoniche e sessili (vivono ancorate al substrato), in prevalenza marine, diffuse in tutti i fondali, dai tropici ai poli, fino a profondità abissali. Le spugne d'acqua dolce, rappresentate dalla famiglia Spongillidae (Demospongie), abitano i fiumi ed i laghi di tutti i continenti (escluso l'Antartide).
I poriferi possono avere vita solitaria o costituire dense colonie che, come accade con le madrepore, diventano importanti habitat per comunità animali e vegetali.

Infatti, le loro cavità possono ospitare numerosi organismi simbionti (come piccoli crostacei, alghe unicellulari, cianobatteri, funghi.)
In alcuni casi questi microorganismi possono costituire sino al 40% del volume della spugna e possono contribuire in maniera significativa al metabolismo dell'ospite, contribuendo, per esempio, alla fotosintesi o alla fissazione dell'azoto.
Una curiosa associazione mutualistica è quella che si instaura tra alcune specie di paguro e la spugna Suberites domuncula, che si accresce sulla conchiglia di gasteropode utilizzata come protezione dal paguro; in questo modo la spugna trae vantaggio ottenendo mobilità dal crostaceo ed evitando così di riempirsi di sedimento, mentre il paguro evita di essere predato grazie allo sgradevole gusto e odore del porifero. Inoltre la Suberites domuncula si accresce attorno al nicchio ed al paguro consentendogli di vivere tutta la vita all'interno della stessa conchiglia, evitando così di esporre l'addome molle ai predatori durante il cambio di conchiglia, inevitabile per chi non si avvale di tale mutualismo.

I Crostacei del genere Spongicola vivono come commensali all'interno di Ialospongie ma, una volta cresciuti, rimangono intrappolati nella cavità della spugna che, in genere, ne ospita una coppia, costretta così a rimanere "fedele" per tutta la vita.
Le spugne fanno parte della dieta di molti organismi marini (Pesci, Anellidi, Molluschi, Echinodermi, ecc.). Studi sulla dieta della tartaruga marina Eretmochelys imbricata hanno dimostrato che essa è costituita per il 70-95% da spugne della classe Demospongiae, in particolare da specie appartenenti agli ordini Astrophorida, Spirophorida e Hadromerida.